# ناحية قارة
ناحية قارة إحدى نواحي سوريا تتبع إداريّاً لمحافظة ريف دمشق منطقة النبك ومركزها بلدة قارة، بلغ تعداد سكان الناحية 14,248 نسمة حسب التعداد السكاني لعام 2004.

## بلدات وقرى ناحية قارة
قارة.